# Lesní kostely v Beskydech

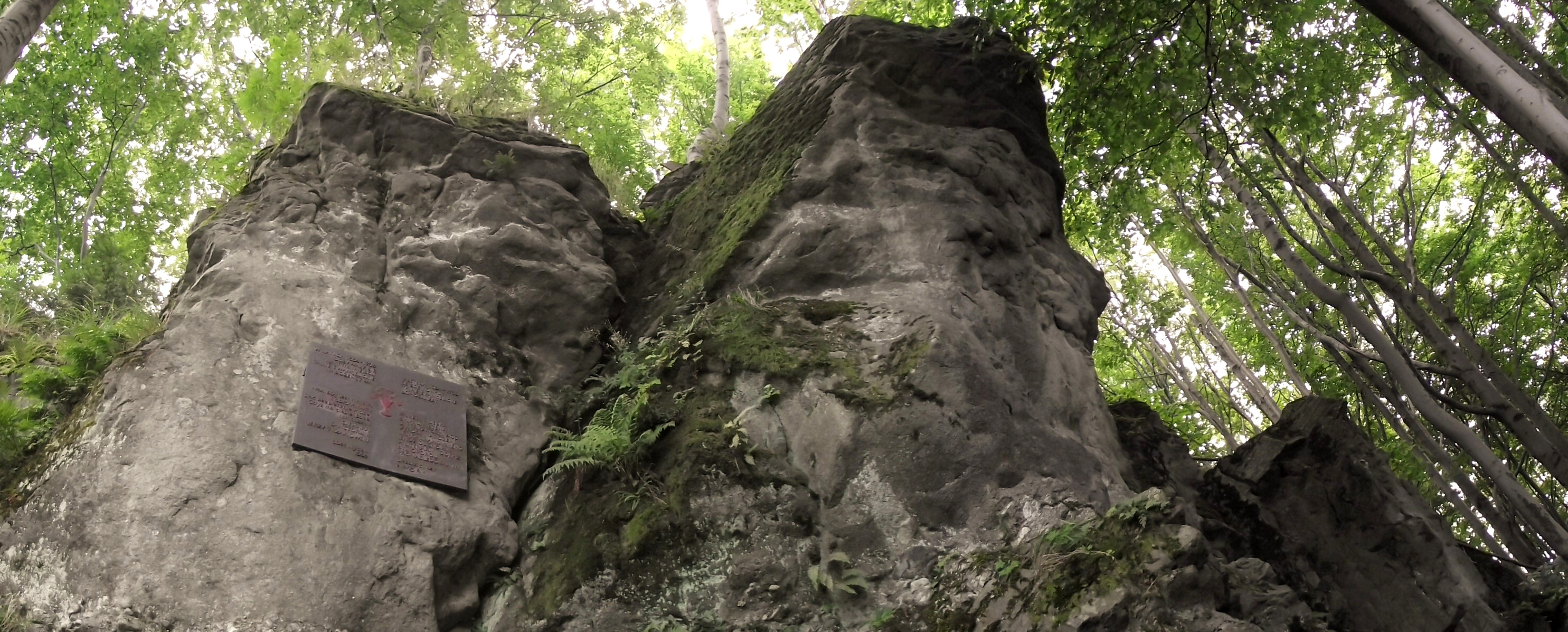
Lesní kostel Zakámen

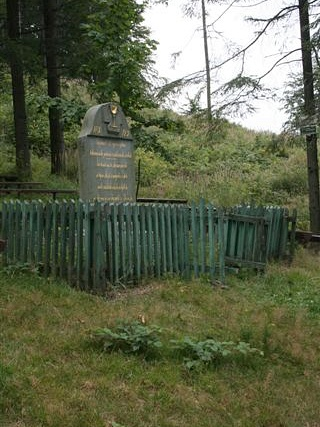
Lesní kostel Godula

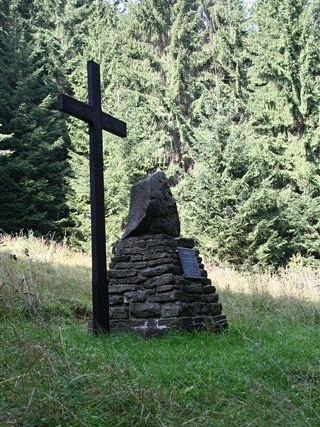
Lesní kostel Kostelky

„Lesní kostely“ v Beskydech jsou místa v beskydských lesích, kde se v době nejtvrdší protireformace (zejména v letech 1654–1709) shromažďovali evangelíci z Těšínska k tajným bohoslužbám.

## Historie
V roce 1654 tzv. náboženská komise na příkaz císaře Ferdinanda III. odebrala evangelíkům z Těšínského Slezska všechny kostely. Místní evangelické obyvatelstvo, pamatující ještě skončenou třicetiletou válku, nekladlo odpor. Místní evangelíci, kteří se nemohli shromažďovat v kostelech, využívali služeb kazatelů, kteří do těchto oblastí tajně přicházeli především z Horních Uher, ale také z Dolního Slezska a Polského království. Bohoslužby se konaly na odlehlých místech, hlavně v horách. Takových míst bylo mnoho a často se měnila, aby se předešlo represím. Až od roku 1781, díky vydání tolerančního patentu se mohli evangelíci, do té doby pronásledovaní, svobodně hlásit ke své víře.
V české i polské části Těšínska, díky ústním tradicím se dochovala vzpomínka na lokalizaci devíti lesních kostelů v horách v Slezských Beskydech. 

## Seznam lesních kostelů
Na polském území:
- „Kamień” na Równicy w Ustroniu.
- Stół ołtarzowy „Jan” w Bielsku-Białej.
- Kościół na „Szymkowie” w Wiśle Bukowej.
- „Spowiedzisko” w Lesznej Górnej.
- Leśny kościół w Jaworzu.
- „Do wiary” w Ostrem.

Na českém území:
- Lesní kostel Zakámen v Nýdku.
- Lesní kostel Godula v Komorní Lhotce.
- Lesní kostel Kostelky v Dolní Lomné.